# Bister
Bister es una comuna suiza del cantón del Valais, ubicada en el distrito de Raroña oriental. Limita al noreste y este con la comuna de Grengiols, al sur con Termen, y al oeste con Mörel-Filet.